# Tveta församling, Linköpings stift
Tveta församling var en territoriell församling inom Svenska kyrkan i Linköpings stift och i Hultsfreds kommun i Kalmar län. Församlingen uppgick 2006 i Mörlunda-Tveta församling.
Församlingskyrka var Tveta kyrka.

## Administrativ historik
Församlingen har medeltida ursprung.
Församlingen var annexförsamling i pastoratet Mörlunda och Tveta. Församlingen uppgick 2006 i Mörlunda-Tveta församling.
Församlingskod var 086007.

## Komministrar
| Ämbetstid | Namn                                | Levnadstid | Övrigt                                       |
| --------- | ----------------------------------- | ---------- | -------------------------------------------- |
| 1591-1593 | Jonas Petri                         |            |                                              |
|           | Georgius Daalhemius                 |            | Senare komminister i Vallerstads församling. |
| 1639–1640 | Christophorus Bononis               | 1605–1658  | Senare komminister i Konungsunds församling. |
| 1640-1657 | Petrus Magni Solimontanus           | -1657      |                                              |
| 1658-1670 | Andreas Petri Frodelius (Fredelius) | 1626-1670  |                                              |
| 1671–1695 | Magnus Björn                        | 1638–1700  | Senare kyrkoherde i Åtvids församling.       |
|           | Israel Kjernander                   |            | Senare kyrkoherde i Ukna församling.         |
|           | Nicolaus Cantelius                  |            | Senare kyrkoherde i Målilla församling.      |
| 1714–1732 | Johan Reuselius                     | 1680–1746  | Senare kyrkoherde i Nykils församling.       |
| 1732–1746 | Jonas Tranberg                      | 1704–1767  | Senare kyrkoherde i Säby församling.         |
| 1746-1755 | Johan Abraham Huss                  | 1714-1755  |                                              |
| 1756-1775 | Nils Wallander                      | 1719-1775  |                                              |
| 1776-1812 | Christoffer Lejman                  | 1739-1812  |                                              |
| 1813-1815 | Lars Magnus Ekengren                | 1776-1815  |                                              |
| 1816-1847 | Erik Adam Bergenhagen               | 1767-1847  |                                              |
|           | Per Blomberg                        |            | Senare kyrkoherde i Varvs församling.        |
|           | Axel Fredrik Lundvall               |            | Senare kyrkoherde i Rystads församling.      |
|           | Carl Peter Gustafsson               |            | Senare kyrkoherde i Höreda församling.       |
|           | Carl Alfred Carlsson                |            | Senare kyrkoherde i Normlösa församling.     |
|           | Anders Peter Risberg                |            | Senare kyrkoherde i Lofta församling.        |
|           | Seth Anders Emanuel Andrae          |            | Senare kyrkoherde i Mörlunda församling.     |
|           | John Albert André Augustinius       |            | Senare kyrkoherde i Nykils församling.       |
| 1922-     | Gustaf Sigfrid Bjerksten            | 1895-      |                                              |